# Герб Гондураса
Герб Гондураса — второй из самых важных символов независимого государства Гондурас. В центре герба — равносторонний треугольник, в основании которого находится вулкан, окружённый двумя замками, над которыми располагается радуга. Башни символизируют готовность к обороне и независимость страны. За вулканом встает солнце (вместе с треугольником образуя известный знак всевидящее око). Синий фон перед и позади вулкана символизирует Тихий и Атлантический океаны, омывающие Гондурас. Их окантовывает овал, на котором помещены золотые буквы: «Республика Гондурас, Свободная, Суверенная и Независимая. 15 сентября 1821». Под овалом изображен ландшафт с дубами, соснами, шахтами и приспособлениями для горнорудного дела - символами природного богатства страны.
Завершают рисунок пара рогов изобилия и колчан со стрелами. Колчан со стрелами разноцветного оперения выступает в качестве символа единства сил нации, а также как напоминание об индейском (майя) прошлом страны. Окончательный вид герба установился в 1825.